# Sarah Kerrigan
Sarah Kerrigan este liderul Zergilor, numindu-se și Queen of Blades. În StarCraft și în Brood War este interpretată de Glynnis Talken Campbell și de Tricia Helfer în Wings of Liberty. Kerrigan inițial apare în StarCraft ca un Terran de douăzeci și șașe de ani, de sex feminin, instruită atât fizic cât și mental în calitate de expert ca agent de spionaj și de asasin. Inițial este a doua la conducerea Sons of Korhal, o mișcare revoluționară condusă de Arcturus Mengsk împotriva Confederației Omului. Sarah este trimisa în misiune de Mengsk să-i apere pe zergi de amenințarea forțelor protoss. După eliminarea acestora este abandonată de Mengsk și lăsată singură, ea este capturată de Zergi si transformată într-un hibrid terran-zerg sub comanda Zerg Overmind devenind unul dintre cei mai puternici agenți Zerg. În timpul campaniei Brood War, Sarah devine regina zergilor.

## Legături externe
- Sarah Kerrigan at battle.net